# Unité urbaine d'Avignon
L'unité urbaine d'Avignon désigne, selon l'Insee, l'ensemble des communes ayant une continuité de bâti autour de la ville d'Avignon. Cette unité urbaine, ou agglomération dans le langage courant, regroupe 466 924 habitants dans 59 communes sur une superficie de 1 364,40 km². Elle est la 14e agglomération la plus peuplée de France.

## Données générales
Dans le zonage réalisé par l'Insee en 1999, l'unité urbaine était composée de vingt-deux communes (seize dans le Vaucluse, quatre dans les Bouches-du-Rhône et deux dans le Gard).
Dans le zonage réalisé en 2010, l'unité urbaine était composée de cinquante-neuf communes, intégrant les unités urbaines d'Orange, Cavaillon et L'Isle-sur-la-Sorgue qui formaient des unités à part lors du zonage de 1999.
Dans le nouveau zonage réalisé en 2020, elle est également composée de cinquante-neuf communes. Mais elle est composée d'une commune en moins dans les Bouches-du-Rhône (Orgon) et une de plus dans le Vaucluse (Ménerbes).
En 2022, l'unité urbaine d'Avignon rassemble 445 280 habitants dans la région Provence-Alpes-Côte d'Azur ( 21 644 habitants dans la région Occitanie), ce qui la place au quatrième rang de cette région, après les unités urbaines de Marseille Aix-en-Provence (1er rang régional et capitale régionale), de Nice (2e rang régional) et de Toulon (3e rang régional).
L'unité urbaine d'Avignon se situe au 14e rang national en 2022, juste après celle de Rouen (13e rang national) et avant celle de Grenoble (15e rang national).
Les 59 communes qui s'étendent sur 1 364,40 km2, dont deux se trouvent dans le département voisin du Gard et treize dans le département limitrophe des Bouches-du-Rhône, font d'Avignon une agglomération interdépartementale et également interrégionale puisqu'elle s'étend aussi sur la région voisine d'Occitanie.

Agglomérations de plus de 100000 habitants en France en 2022.

Le tableau suivant détaille la répartition de l'unité urbaine sur les départements concernés en 2022 (les pourcentages sont relatifs à chacun des départements concernés) :
| Département      | Communes | Communes (%) | Superficie (km²) | Superficie (%) | Population (2022) | Population (%) |
| ---------------- | -------- | ------------ | ---------------- | -------------- | ----------------- | -------------- |
| Bouches-du-Rhône | 13       | 10,92        | 265,11           | 5,21           | 59 518            | 2,88           |
| Gard             | 2        | 0,57         | 35,91            | 0,61           | 21 644            | 2,83           |
| Vaucluse         | 44       | 29,14        | 1 063,40         | 30,21          | 385 762           | 67,83          |
| Total            | 59       |              | 1 364,42         |                | 466 924           |                |

## Composition 2020 de l'unité urbaine
La composition de l'unité urbaine d'Avignon est la suivante :
| Nom                        | Code Insee | Département      | Statut       | Superficie (km2) | Population (dernière pop. légale) | Densité (hab./km2) | Modifier                                    |
| -------------------------- | ---------- | ---------------- | ------------ | ---------------- | --------------------------------- | ------------------ | ------------------------------------------- |
| Avignon (ville-centre)     | 84007      | Vaucluse         | ville-centre | 64,91            | 91 760 (2022)                     | 1 414              | modifier les données · modifier les données |
| Althen-des-Paluds          | 84001      | Vaucluse         | banlieue     | 6,40             | 2 881 (2022)                      | 450                | modifier les données · modifier les données |
| Les Angles                 | 30011      | Gard             | banlieue     | 17,64            | 8 694 (2022)                      | 493                | modifier les données · modifier les données |
| Aubignan                   | 84004      | Vaucluse         | banlieue     | 15,70            | 5 962 (2022)                      | 380                | modifier les données · modifier les données |
| Barbentane                 | 13010      | Bouches-du-Rhône | banlieue     | 27,13            | 4 262 (2022)                      | 157                | modifier les données · modifier les données |
| Beaumes-de-Venise          | 84012      | Vaucluse         | banlieue     | 18,89            | 2 428 (2022)                      | 129                | modifier les données · modifier les données |
| Beaumettes                 | 84013      | Vaucluse         | banlieue     | 2,59             | 308 (2022)                        | 119                | modifier les données · modifier les données |
| Bédarrides                 | 84016      | Vaucluse         | banlieue     | 24,79            | 5 521 (2022)                      | 223                | modifier les données · modifier les données |
| Cabannes                   | 13018      | Bouches-du-Rhône | banlieue     | 20,91            | 4 576 (2022)                      | 219                | modifier les données · modifier les données |
| Cabrières-d'Avignon        | 84025      | Vaucluse         | banlieue     | 14,68            | 1 741 (2022)                      | 119                | modifier les données · modifier les données |
| Caderousse                 | 84027      | Vaucluse         | banlieue     | 32,39            | 2 541 (2022)                      | 78                 | modifier les données · modifier les données |
| Caromb                     | 84030      | Vaucluse         | banlieue     | 17,98            | 3 469 (2022)                      | 193                | modifier les données · modifier les données |
| Carpentras                 | 84031      | Vaucluse         | banlieue     | 37,92            | 30 854 (2022)                     | 814                | modifier les données · modifier les données |
| Cavaillon                  | 84035      | Vaucluse         | banlieue     | 45,96            | 25 890 (2022)                     | 563                | modifier les données · modifier les données |
| Châteauneuf-de-Gadagne     | 84036      | Vaucluse         | banlieue     | 13,48            | 3 495 (2022)                      | 259                | modifier les données · modifier les données |
| Châteaurenard              | 13027      | Bouches-du-Rhône | banlieue     | 34,95            | 16 668 (2022)                     | 477                | modifier les données · modifier les données |
| Cheval-Blanc               | 84038      | Vaucluse         | banlieue     | 58,56            | 4 340 (2022)                      | 74                 | modifier les données · modifier les données |
| Courthézon                 | 84039      | Vaucluse         | banlieue     | 32,78            | 6 245 (2022)                      | 191                | modifier les données · modifier les données |
| Entraigues-sur-la-Sorgue   | 84043      | Vaucluse         | banlieue     | 16,57            | 8 888 (2022)                      | 536                | modifier les données · modifier les données |
| Eygalières                 | 13034      | Bouches-du-Rhône | banlieue     | 33,97            | 1 740 (2022)                      | 51                 | modifier les données · modifier les données |
| Eyragues                   | 13036      | Bouches-du-Rhône | banlieue     | 20,78            | 4 289 (2022)                      | 206                | modifier les données · modifier les données |
| Fontaine-de-Vaucluse       | 84139      | Vaucluse         | banlieue     | 7,14             | 576 (2022)                        | 81                 | modifier les données · modifier les données |
| Gordes                     | 84050      | Vaucluse         | banlieue     | 48,04            | 1 664 (2022)                      | 35                 | modifier les données · modifier les données |
| Goult                      | 84051      | Vaucluse         | banlieue     | 23,77            | 1 067 (2022)                      | 45                 | modifier les données · modifier les données |
| Graveson                   | 13045      | Bouches-du-Rhône | banlieue     | 23,54            | 4 743 (2022)                      | 201                | modifier les données · modifier les données |
| L'Isle-sur-la-Sorgue       | 84054      | Vaucluse         | banlieue     | 44,57            | 20 315 (2022)                     | 456                | modifier les données · modifier les données |
| Jonquerettes               | 84055      | Vaucluse         | banlieue     | 2,57             | 1 597 (2022)                      | 621                | modifier les données · modifier les données |
| Jonquières                 | 84056      | Vaucluse         | banlieue     | 23,87            | 5 213 (2022)                      | 218                | modifier les données · modifier les données |
| Lagnes                     | 84062      | Vaucluse         | banlieue     | 16,93            | 1 707 (2022)                      | 101                | modifier les données · modifier les données |
| Loriol-du-Comtat           | 84067      | Vaucluse         | banlieue     | 11,29            | 2 481 (2022)                      | 220                | modifier les données · modifier les données |
| Maillane                   | 13052      | Bouches-du-Rhône | banlieue     | 16,77            | 2 779 (2022)                      | 166                | modifier les données · modifier les données |
| Maubec                     | 84071      | Vaucluse         | banlieue     | 9,13             | 1 915 (2022)                      | 210                | modifier les données · modifier les données |
| Mazan                      | 84072      | Vaucluse         | banlieue     | 37,92            | 6 272 (2022)                      | 165                | modifier les données · modifier les données |
| Ménerbes                   | 84073      | Vaucluse         | banlieue     | 30,27            | 967 (2022)                        | 32                 | modifier les données · modifier les données |
| Modène                     | 84077      | Vaucluse         | banlieue     | 4,73             | 461 (2022)                        | 97                 | modifier les données · modifier les données |
| Mollégès                   | 13064      | Bouches-du-Rhône | banlieue     | 14,20            | 2 651 (2022)                      | 187                | modifier les données · modifier les données |
| Monteux                    | 84080      | Vaucluse         | banlieue     | 39,02            | 13 159 (2022)                     | 337                | modifier les données · modifier les données |
| Morières-lès-Avignon       | 84081      | Vaucluse         | banlieue     | 10,35            | 8 996 (2022)                      | 869                | modifier les données · modifier les données |
| Noves                      | 13066      | Bouches-du-Rhône | banlieue     | 27,92            | 5 918 (2022)                      | 212                | modifier les données · modifier les données |
| Oppède                     | 84086      | Vaucluse         | banlieue     | 24,10            | 1 285 (2022)                      | 53                 | modifier les données · modifier les données |
| Orange                     | 84087      | Vaucluse         | banlieue     | 74,20            | 29 357 (2022)                     | 396                | modifier les données · modifier les données |
| Pernes-les-Fontaines       | 84088      | Vaucluse         | banlieue     | 51,12            | 10 433 (2022)                     | 204                | modifier les données · modifier les données |
| Plan-d'Orgon               | 13076      | Bouches-du-Rhône | banlieue     | 14,94            | 3 562 (2022)                      | 238                | modifier les données · modifier les données |
| Le Pontet                  | 84092      | Vaucluse         | banlieue     | 10,77            | 17 985 (2022)                     | 1 670              | modifier les données · modifier les données |
| Robion                     | 84099      | Vaucluse         | banlieue     | 17,70            | 4 803 (2022)                      | 271                | modifier les données · modifier les données |
| Rognonas                   | 13083      | Bouches-du-Rhône | banlieue     | 9,41             | 4 186 (2022)                      | 445                | modifier les données · modifier les données |
| Saint-Andiol               | 13089      | Bouches-du-Rhône | banlieue     | 16,00            | 3 369 (2022)                      | 211                | modifier les données · modifier les données |
| Saint-Didier               | 84108      | Vaucluse         | banlieue     | 3,62             | 2 192 (2022)                      | 606                | modifier les données · modifier les données |
| Saint-Pantaléon            | 84114      | Vaucluse         | banlieue     | 0,78             | 207 (2022)                        | 265                | modifier les données · modifier les données |
| Saint-Saturnin-lès-Avignon | 84119      | Vaucluse         | banlieue     | 6,25             | 5 211 (2022)                      | 834                | modifier les données · modifier les données |
| Sarrians                   | 84122      | Vaucluse         | banlieue     | 37,49            | 5 834 (2022)                      | 156                | modifier les données · modifier les données |
| Saumane-de-Vaucluse        | 84124      | Vaucluse         | banlieue     | 20,81            | 890 (2022)                        | 43                 | modifier les données · modifier les données |
| Sorgues                    | 84129      | Vaucluse         | banlieue     | 33,40            | 19 030 (2022)                     | 570                | modifier les données · modifier les données |
| Taillades                  | 84131      | Vaucluse         | banlieue     | 6,86             | 1 998 (2022)                      | 291                | modifier les données · modifier les données |
| Le Thor                    | 84132      | Vaucluse         | banlieue     | 35,53            | 8 887 (2022)                      | 250                | modifier les données · modifier les données |
| Vedène                     | 84141      | Vaucluse         | banlieue     | 11,18            | 11 799 (2022)                     | 1 055              | modifier les données · modifier les données |
| Velleron                   | 84142      | Vaucluse         | banlieue     | 16,39            | 3 138 (2022)                      | 191                | modifier les données · modifier les données |
| Verquières                 | 13116      | Bouches-du-Rhône | banlieue     | 4,59             | 775 (2022)                        | 169                | modifier les données · modifier les données |
| Villeneuve-lès-Avignon     | 30351      | Gard             | banlieue     | 18,27            | 12 950 (2022)                     | 709                | modifier les données · modifier les données |

## Évolution démographique
| 1968    | 1975    | 1982    | 1990    | 1999    | 2006    | 2011    | 2016    | 2022    |
| ------- | ------- | ------- | ------- | ------- | ------- | ------- | ------- | ------- |
| 292 763 | 325 910 | 351 222 | 378 164 | 403 779 | 434 950 | 443 454 | 454 915 | 466 924 |